# 鹿島村 (鹿児島県)
鹿島村（かしまむら）は、かつて鹿児島県の甑島列島中部、下甑島の北東部にあった村である。薩摩郡に属した。2004年（平成16年）10月12日、郡内の8町村と川内市が合併して薩摩川内市となった。

## 地理
甑島列島中部に位置し、列島の北から里村、上甑村、本村、下甑村の順に位置していた。隣の中甑島（現在の薩摩川内市上甑町平良、旧上甑村）とは藺牟田瀬戸で隔てられており、現在は甑大橋（2020年開通）で結ばれている。廃村になる2004年10月まで、交通死亡事故ゼロ連続20000日以上を達成。全村が合併して薩摩川内市になったために、列島から村がなくなった。
鹿島村成立の経緯（後述）から大字は藺牟田（いむた）のみである。薩摩川内市の大字としては現在、「村」を「町」に変更した鹿島町藺牟田が正式名称となっている。

## 歴史
町村制施行時（1889年）には下甑島全域が下甑村として発足し、藺牟田（鹿島村域）はその一部であった。しかし、中心集落であった手打とは陸路では徒歩連絡すらも困難、海路も荒天時に度々不通となるなど同一の自治体を構成するには著しく不便であった。このため1916年より幾度と分村運動が行われ、その結果1949年4月1日に下甑村から藺牟田が分立し鹿島村が発足した。
村名が「藺牟田」ではないのは当時同じ薩摩郡（本土側）に藺牟田村が存在したためで、その重複を避けるため、村内に鎮座する鹿島神社および村内の小字名をとって「鹿島村」とした。なお、本土側の藺牟田村は昭和の大合併で祁答院町、その後平成の大合併で当村と同じく薩摩川内市の一部となった（祁答院町藺牟田）。
2004年10月12日、いわゆる平成の大合併により川内市、樋脇町、入来町、東郷町、祁答院町、里村、上甑村、下甑村と合併し、薩摩川内市となった。

## 行政
村長
- 尾崎嗣徳（1975年（昭和50年）4月28日 - 2004年（平成16年）10月12日）

### 歴代村長
歴代村長は以下のとおりである。
| 代   | 氏名         | 就任日                     | 退任日                     |
| ---- | ------------ | -------------------------- | -------------------------- |
| 初代 | 中村徳行     | 1949年（昭和24年）5月10日  | 1950年（昭和25年）11月8日  |
| 2代  | 白橋弥右衛門 | 1950年（昭和25年）12月20日 | 1962年（昭和37年）12月19日 |
| 3代  | 中村源右衛門 | 1962年（昭和37年）12月20日 | 1975年（昭和50年）3月31日  |
| 4代  | 尾崎嗣徳     | 1975年（昭和50年）4月28日  | 2004年（平成16年）10月12日 |

## 教育
- 鹿島村立鹿島中学校
- 鹿島村立鹿島小学校
- 鹿島村立鹿島幼稚園

## 交通

### 道路
- 一般県道
  - 鹿児島県道349号手打藺牟田港線
  - 鹿児島県道351号鹿島上甑線（廃止当時路線指定のみで未開通）

### 港湾
- 鹿島港

## 名所・旧跡
- ウミネコ南限繁殖地
- 鹿島神社念仏発祥の地